# ヒラキ (企業)
ヒラキ株式会社は、兵庫県神戸市に本社を置く靴を中心に衣料・日用雑貨品等の製造販売会社である。通信販売事業、店舗販売事業および卸販売事業を展開しており、180円スニーカーが有名である。

## 概要
徹底した製造、物流コストの削減により、品質を維持したままで低価格の靴を提供している会社である。製造工場は中国でも人件費の上昇が続く沿岸部ではなく、人件費の安い中国奥地に立地させ、製造コストを大幅に削減している。人海戦術というヒラキ独特の物流を築き、商品企画から販売までを手掛ける自社一貫体制により、徹底したコスト削減を目指している。
2001年末、「180円スニーカー」を販売。反響はすさまじく、1ヵ月で22万足の注文が殺到、年間で10万足売れれば大ヒットといわれる靴業界にあって、半年で100万足を販売するという記録を打ち立てた。
実店舗の運営も行っているが、主力は通信販売事業である。通信販売で取り扱う商品のほとんどは自社開発のプライベートブランド（PB）商品であり、看板の靴以外にも衣料品やインテリア、生活雑貨など多様な商材を手掛けている。価格帯は500～3000円と低価格中心に展開し、子育て中のファミリー層から根強い支持を得ている。近年はeコマース（EC）に注力する一方、郊外駅のファミリー層の多い地域に20～60坪程度の靴専門店業態の出店を進めている。
2022年11月、岩岡本店にオープンした「おかし館」は売場面積85坪の別館に約2,100アイテムのお菓子を取り揃えており、その内の約600アイテムは駄菓子となっている。また、2023年８月には「靴のヒラキ　姫路店」に500㎡のお菓子売場を設け、「靴とお菓子の店」としてリニューアルオープンした。

## 沿革
- 1961年（昭和36年）1月 - 創業者・平木勝が平木製作所（靴の部品製造業）を創業。
- 1978年（昭和53年）
  - 4月22日 - ヒラキ商事株式会社（靴の小売業）設立。
  - 4月 - 「靴のヒラキ岩岡店」出店。
- 1987年（昭和62年）
  - 7月 - ヒラキ通販株式会社より通信販売事業を譲受。
  - 12月 - 現社名に変更。
- 1988年（昭和63年）1月 - ヒラキ産業株式会社と合併し、卸販売事業開始。
- 2005年（平成17年）6月 - 上海平木福客商業有限公司（完全子会社）設立。
- 2006年（平成18年）11月14日 - 東京証券取引所二部上場。

## 店舗
店舗では、靴の販売だけでなく食品や衣料、日用品等も扱うディスカウントストア型の「総合店」と、自社企画開発商品を中心とした「靴専門店」がある。
総合店
- 岩岡店（神戸市西区）
- 日高店（兵庫県豊岡市）
- 龍野店（兵庫県たつの市）
- 姫路店（兵庫県姫路市）

靴専門店
| 大阪府 | 豊中市   | サンパティオ庄内店         |
| 大阪府 | 吹田市   | トナリエ南千里アネックス店 |
| 大阪府 | 枚方市   | イズミヤ枚方店             |
| 大阪府 | 寝屋川市 | アルプラザ香里園店         |
| 大阪府 | 門真市   | イズミヤ門真店             |
| 大阪府 | 大阪市   | 今福ファミリータウン店     |
| 大阪府 | 東大阪市 | イオンスタイル東大阪店     |
| 大阪府 | 八尾市   | リノアス八尾店             |
| 大阪府 | 松原市   | セブンパーク天美店         |
| 京都府 | 八幡市   | イズミヤ八幡店             |
| 兵庫県 | 伊丹市   | イズミヤ昆陽店             |
| 兵庫県 | 西宮市   | フレンテ西宮店             |
| 兵庫県 | 宝塚市   | イズミヤ小林店             |
| 兵庫県 | 尼崎市   | つかしん店                 |
| 兵庫県 | 尼崎市   | 塚口さんさんタウン店       |

## 事業所
- 須磨本部（神戸市須磨区）
- 生野事業所（兵庫県朝来市）

## 子会社
- 上海平木福客商業有限公司（中国 上海市）

## テレビ番組
- 日経スペシャル ガイアの夜明け 揺らぐメイド・イン・チャイナ（2005年9月20日、テレビ東京）[3]